# ソーゾーシー
ソーゾーシーは、若手落語家・浪曲師による創作話芸ユニット。2017年結成。

## 概要
2017年初頭、春風亭昇々が立川吉笑に対してユニットの結成を提案。ユーロスペースで開催されている渋谷らくごで共演することの多かった瀧川鯉八と玉川太福を誘い、結成された。
ユニット名は「お笑い四天王」「お笑いホームラン」「派無４（はなし）」などが候補として挙げられたが、吉笑が提案した「ソーゾーシー」に決定した。「ソーゾーシー」には「騒々しい」「創造」「想像」などの意味が込められている。
結成当初は都内の劇場や寄席などで公演を重ね、2019年からは若手の落語家ユニットとしては珍しい全国ツアーを実施。
2020年は新型コロナウイルスで開催が危ぶまれるなか、これも演芸界ではほとんど前例がなかったクラウドファンディングで資金を集め、ツアーを実現した。
2021年11月21日、全国ツアーの資金捻出のために実施したクラウドファンディングで集まった625万円にちなみ、東京駅から江の島までの距離62.5kmをメンバー4人でつなぐリレーマラソンを実施。小雨降るなかを9時間ほどで走り切り無事にゴールした。

## メンバー
- 春風亭昇々…落語芸術協会所属。2021年真打ち昇進。ソーゾーシーの創造主。
- 瀧川鯉八…落語芸術協会所属。2020年真打ち昇進。ソーゾーシーの食担当。
- 立川吉笑…落語立川流所属。ソーゾーシーの企画・演出・音響・宣伝担当。
- 玉川太福…日本浪曲協会及び落語芸術協会所属。ユニット唯一の浪曲師。ソーゾーシーのガッテン親分。
- 玉川みね子…日本浪曲協会所属。曲師であり、太福の師匠福太郎のおかみさんでもある。

## 公演
- 第1回公演　ソーゾーシーin赤坂レッドシアター　2017年4月11日（火）

　立川吉笑「歩馬灯（ほまとう）」、玉川太福「地べたの二人～おかずと湯船」、瀧川鯉八「俺ほめ」、春風亭昇々「Dear．パパ」
- 第2回公演　ソーゾーシーWEB祭り　2017年7月14日（金）～7月21日（金）　最終日に新宿3丁目レフカダから生配信

　瀧川鯉八「運の総量」、春風亭昇々「待ちわびて」、玉川太福「第3回ソーゾーシー」、立川吉笑「大向こう」
- 第3回公演　ソーゾーシーin新宿末広亭　2017年9月1日（金）

　春風亭昇々「再就職面接」、瀧川鯉八「科学の子」、立川吉笑「遺影屋」、玉川太福「地べたの二人～深夜寄席」
- 第4回公演　ソーゾーシー祭in東京カルチャーカルチャー　2017年11月6日（月） 落語は演じず、4人のトークが中心。それぞれが制作した映像作品を上映した。
- 第5回公演　ソーゾーシーin赤坂レッドシアター　2017年12月27日（水）

　玉川太福「地べたの二人～骨付きチキン」、春風亭昇々「忍びもの」、立川吉笑「断捨離」、瀧川鯉八「多数決」
- 第6回公演　ソーゾーシーin赤坂レッドシアター　2018年4月10日（火）  瀧川鯉八「肝だめし」、春風亭昇々「煩悩坊主」、玉川太福「万引き」、立川吉笑「黄声」

## CD
- ソーゾーシー傑作選１　ソニー・ミュージックダイレクト、MHCL-2937、2021年

## 出演
ユニットとしての出演のみ。個人の出演はそれぞれの項目を参照。
- ももクロちゃんと!（テレビ朝日、2025年1月11日、18日）